# Corydalis lhorongensis
Corydalis lhorongensis är en vallmoväxtart som beskrevs av Cheng Yih Wu och H. Chuang. Corydalis lhorongensis ingår i släktet nunneörter, och familjen vallmoväxter. Inga underarter finns listade i Catalogue of Life.